# Hürup
Hürup (tiếng Đan Mạch: Hyrup) là một đô thị thuộc huyện Schleswig-Flensburg, trong bang Schleswig-Holstein, nước Đức. Đô thị Hürup có diện tích 16,19 km², dân số thời điểm 31 tháng 12 năm 2006 là 1205 người. Đô thị này có cự ly khoảng 7 km về phía đông nam của Flensburg.
Hürup là thủ phủ của Amt Hürup.